# 塩竈市
塩竈市（しおがまし）は、宮城県のほぼ中央に位置する市。鹽竈神社（塩竈神社）の門前町および水産港湾都市として発展してきた都市である。

## 概要

### 市名の由来
地名としては国府津（こうづ、国府の港の意味）とも呼ばれたが、塩竈神社が陸奥国の総鎮守として信仰を集めるようになり「塩竈」が定着した。初めて現れる文献は平安時代初期の『弘仁式主税帳』である。

### 市名の表記
「しおがま」という地名は「塩竈」「塩釜」「鹽竈」「鹽釜」と様々に表記されてきた。市は1941年の市制施行より表記を「塩竈」に統一しているが、「竈」に代えて「釜」を用いた「塩釜」の使用も認められている。市が作成する公文書では「塩竈」の表記が専ら用いられ、市民が「塩釜」と表記した場合などは「塩竈」と解釈したうえで受理している。組織や団体の名称にも「塩竈」と「塩釜」の表記が混在しており、市はどの表記を用いるかを各団体に一任している。市内の施設では塩釜駅や塩釜郵便局、宮城県塩釜高等学校などに「塩釜」の表記が見られ、県や国の機関もほとんどが「塩釜」の表記を使用している。
ただ、「塩」と「鹽」は新字体と旧字体の関係であるため字義が同じである一方、「釜」はナベカマの「かま」を意味し、「竈」は釜を乗せる「かまど」を意味するため、この両者は字義が異なる。市名が鹽竈神社の社号に由来することから、市は「竈」を使い、「鹽」を常用漢字の字体に置き換えた「塩竈」を市名の表記に採用した。画数が多く複雑な「竈」の字は、市の公式サイトでも筆順つきで紹介されている。

## 地理

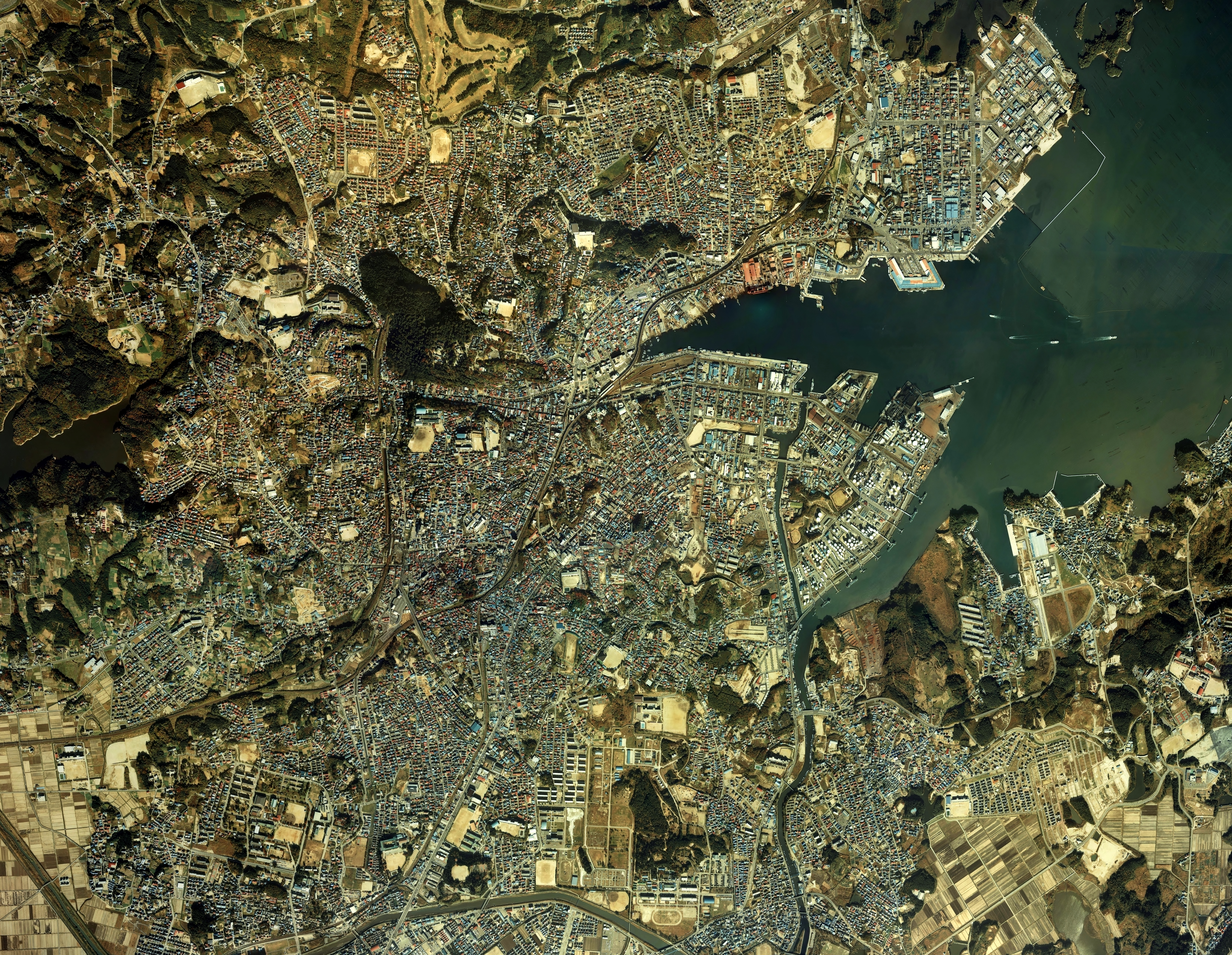
1984年（昭和59年）撮影の塩竈市中心部周辺の空中写真。画像下部は塩竈市の南隣の多賀城市である。1984年撮影の18枚を合成作成。。

### 位置
宮城県のほぼ中央、仙台市と松島の中間に位置し、仙塩地区の仙台市を除く2市3町の中心都市として、仙塩地区連絡協議会の本部が置かれている。
松島湾と松島丘陵に囲まれており、塩釜湾(千賀ノ浦)には島が多く、松島湾とほぼ一体化している。
塩釜湾の中に宮城県の４大漁港の一つ, 塩釜港(仙台塩釜港)があり、海上保安庁の東北地方の海を管轄する第二管区保安本部が置かれている。平地のほとんどは埋立地である。市街地は、埋立地が6割、丘陵地が4割という比率である。

### 地形

#### 山岳
主な丘
- 松島丘陵

#### 海岸
湾岸
- 松島湾
- 塩竈湾

#### 島嶼
- 浦戸諸島
  - 寒風沢島
  - 野々島

### 気候
| 塩釜（1991年 - 2020年）の気候      | 塩釜（1991年 - 2020年）の気候 | 塩釜（1991年 - 2020年）の気候 | 塩釜（1991年 - 2020年）の気候 | 塩釜（1991年 - 2020年）の気候 | 塩釜（1991年 - 2020年）の気候 | 塩釜（1991年 - 2020年）の気候 | 塩釜（1991年 - 2020年）の気候 | 塩釜（1991年 - 2020年）の気候 | 塩釜（1991年 - 2020年）の気候 | 塩釜（1991年 - 2020年）の気候 | 塩釜（1991年 - 2020年）の気候 | 塩釜（1991年 - 2020年）の気候 | 塩釜（1991年 - 2020年）の気候 |
| 月                                 | 1月                           | 2月                           | 3月                           | 4月                           | 5月                           | 6月                           | 7月                           | 8月                           | 9月                           | 10月                          | 11月                          | 12月                          | 年                            |
| ---------------------------------- | ----------------------------- | ----------------------------- | ----------------------------- | ----------------------------- | ----------------------------- | ----------------------------- | ----------------------------- | ----------------------------- | ----------------------------- | ----------------------------- | ----------------------------- | ----------------------------- | ----------------------------- |
| 最高気温記録 °C （°F）             | 14.4 (57.9)                   | 21.0 (69.8)                   | 21.3 (70.3)                   | 30.0 (86)                     | 30.9 (87.6)                   | 34.9 (94.8)                   | 35.5 (95.9)                   | 35.8 (96.4)                   | 35.7 (96.3)                   | 30.0 (86)                     | 23.5 (74.3)                   | 20.7 (69.3)                   | 35.8 (96.4)                   |
| 平均最高気温 °C （°F）             | 4.4 (39.9)                    | 5.2 (41.4)                    | 8.9 (48)                      | 14.5 (58.1)                   | 19.3 (66.7)                   | 22.3 (72.1)                   | 25.7 (78.3)                   | 27.4 (81.3)                   | 24.1 (75.4)                   | 18.8 (65.8)                   | 13.0 (55.4)                   | 7.1 (44.8)                    | 15.9 (60.6)                   |
| 日平均気温 °C （°F）               | 0.9 (33.6)                    | 1.3 (34.3)                    | 4.4 (39.9)                    | 9.6 (49.3)                    | 14.6 (58.3)                   | 18.3 (64.9)                   | 22.0 (71.6)                   | 23.5 (74.3)                   | 20.3 (68.5)                   | 14.8 (58.6)                   | 8.8 (47.8)                    | 3.4 (38.1)                    | 11.8 (53.2)                   |
| 平均最低気温 °C （°F）             | −2.1 (28.2)                   | −2.0 (28.4)                   | 0.5 (32.9)                    | 5.4 (41.7)                    | 10.8 (51.4)                   | 15.2 (59.4)                   | 19.3 (66.7)                   | 20.7 (69.3)                   | 17.2 (63)                     | 11.2 (52.2)                   | 5.0 (41)                      | 0.2 (32.4)                    | 8.4 (47.1)                    |
| 最低気温記録 °C （°F）             | −9.6 (14.7)                   | −9.5 (14.9)                   | −6.2 (20.8)                   | −2.8 (27)                     | 0.5 (32.9)                    | 7.9 (46.2)                    | 11.1 (52)                     | 12.9 (55.2)                   | 6.9 (44.4)                    | 2.2 (36)                      | −3.1 (26.4)                   | −7.8 (18)                     | −9.6 (14.7)                   |
| 降水量 mm （inch）                 | 38.3 (1.508)                  | 31.8 (1.252)                  | 71.2 (2.803)                  | 87.9 (3.461)                  | 101.8 (4.008)                 | 130.0 (5.118)                 | 170.2 (6.701)                 | 130.5 (5.138)                 | 172.1 (6.776)                 | 140.2 (5.52)                  | 60.3 (2.374)                  | 40.6 (1.598)                  | 1,175 (46.26)                 |
| 平均降水日数 （≥1.0 mm）           | 6.0                           | 5.8                           | 7.5                           | 8.4                           | 9.4                           | 11.0                          | 13.8                          | 11.1                          | 11.2                          | 8.5                           | 6.5                           | 6.5                           | 105.9                         |
| 平均月間日照時間                   | 153.5                         | 161.1                         | 182.4                         | 193.1                         | 190.1                         | 145.3                         | 134.9                         | 149.8                         | 135.0                         | 144.8                         | 143.3                         | 133.2                         | 1,871.3                       |
| 出典1：Japan Meteorological Agency |                               |                               |                               |                               |                               |                               |                               |                               |                               |                               |                               |                               |                               |
| 出典2：気象庁                      |                               |                               |                               |                               |                               |                               |                               |                               |                               |                               |                               |                               |                               |

### 人口
平成27年国勢調査より前回調査からの人口増減をみると、4.08パーセント減の54,187人であり、増減率は県下35市町村中17位。40行政区域中22位。世帯数は21,658世帯（2005年2月28日）。
| |                                        |  |
| 塩竈市と全国の年齢別人口分布（2005年） | 塩竈市の年齢・男女別人口分布（2005年） |  |
| ■紫色 ― 塩竈市 ■緑色 ― 日本全国 | ■青色 ― 男性 ■赤色 ― 女性              |  |
| 塩竈市（に相当する地域）の人口の推移 \| 1970年（昭和45年） \| 58,772人 \| \| \| 1975年（昭和50年） \| 59,235人 \| \| \| 1980年（昭和55年） \| 61,040人 \| \| \| 1985年（昭和60年） \| 61,825人 \| \| \| 1990年（平成2年） \| 62,025人 \| \| \| 1995年（平成7年） \| 63,566人 \| \| \| 2000年（平成12年） \| 61,547人 \| \| \| 2005年（平成17年） \| 59,357人 \| \| \| 2010年（平成22年） \| 56,490人 \| \| \| 2015年（平成27年） \| 54,187人 \| \| \| 2020年（令和2年） \| 52,203人 \| \| |                                        |  |
| 総務省統計局 国勢調査より |                                        |  |
| 1970年（昭和45年） | 58,772人                               |  |
| 1975年（昭和50年） | 59,235人                               |  |
| 1980年（昭和55年） | 61,040人                               |  |
| 1985年（昭和60年） | 61,825人                               |  |
| 1990年（平成2年） | 62,025人                               |  |
| 1995年（平成7年） | 63,566人                               |  |
| 2000年（平成12年） | 61,547人                               |  |
| 2005年（平成17年） | 59,357人                               |  |
| 2010年（平成22年） | 56,490人                               |  |
| 2015年（平成27年） | 54,187人                               |  |
| 2020年（令和2年） | 52,203人                               |  |

### 隣接自治体
宮城県
- 多賀城市
- 宮城郡：利府町
- 宮城郡：七ヶ浜町

## 歴史

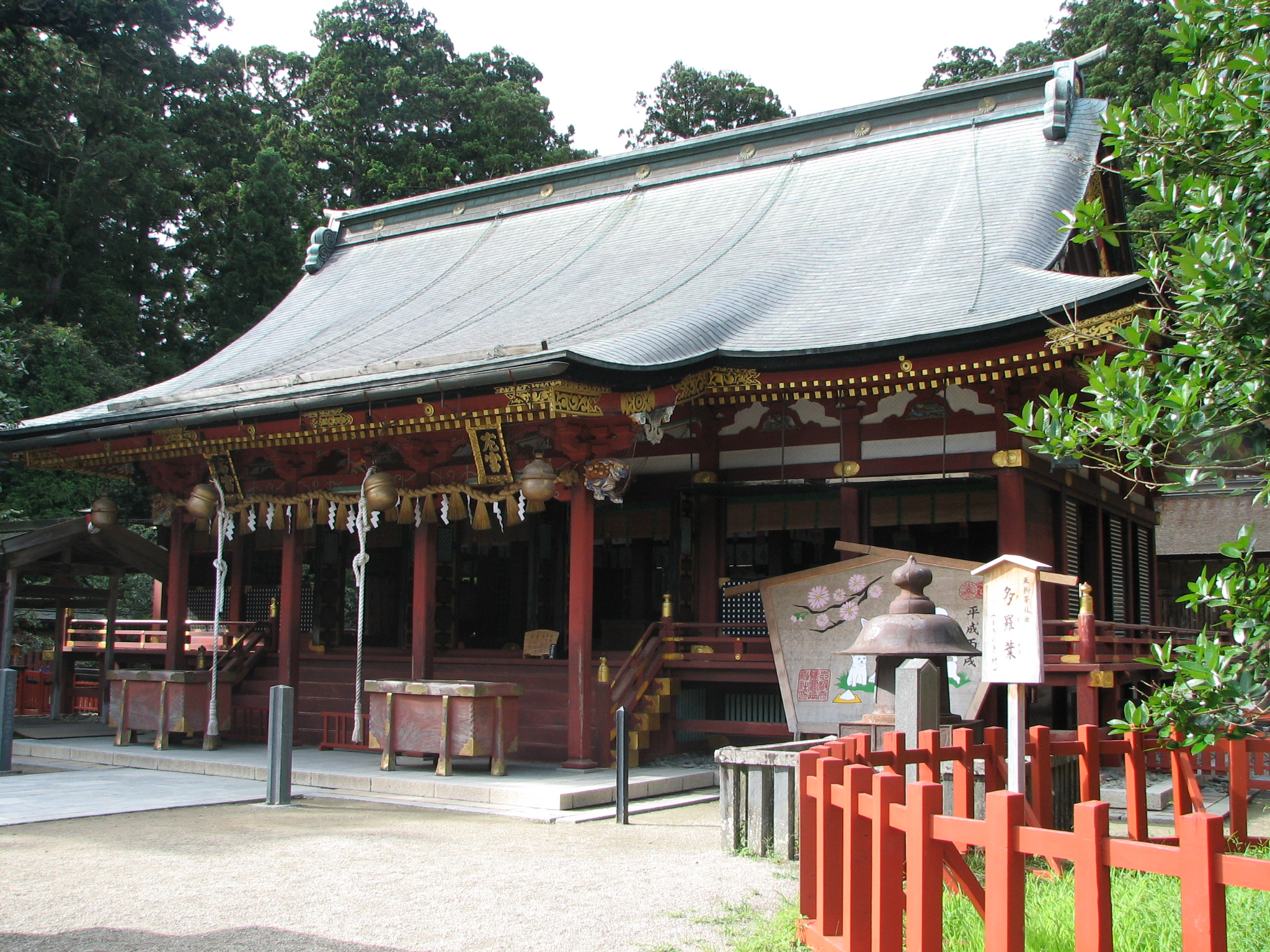
鹽竈神社の拝殿。

### 古代
陸奥国の国府（およびのちの鎮守府 (古代)）が現在の宮城県仙台市太白区の郡山城（郡山遺跡）から多賀城市に遷った頃、陸奥国府の国府の港である国府津（こうづ）が塩竃市に造られた。これは現在の塩釜市香津地区にあたると言われる。現在の香津地区は塩釜港より内陸にあるが、古代には入り江が二つ、深く入り込み、南側の入り江に国府津があった。北側の入り江の北側に、海に面して鹽竈神社（しおがまじんじゃ）があった。港町と鹽竈神社は海を隔てて少々距離があったことになる。
奈良時代に陸奥国の国府(および鎮守府)が仙台市の郡山城（郡山遺跡）から鎮守府を兼ねる多賀城に遷ると、現在の多賀城市の砂押川沿いの八幡地区が東北地方最大の街に発展した。町の名は神社からとられて塩竈となった。また、現在の宮城県七ヶ浜町も、国府兼鎮守府、多賀城へ海の幸を届ける供給拠点として重要な存在であった。この奈良時代には中央で万葉集に代表される和歌が盛んにつくられ、塩釜市の千賀ノ浦や野田の玉川などは歌枕の地として都の貴族たちの憧れの地となった。
平安時代には、源氏物語の主人公,光源氏のモデルとなった嵯峨天皇の王子、源融（左大臣、初代嵯峨源氏）が京都の自宅、六条河原院に陸奥国の国府兼鎮守府、多賀城に隣接する塩釜の風景（千賀ノ浦）を模した庭園を造ったことで有名である。塩釜の風景を模すための塩は、難波の海（大阪湾）の北（現在の尼崎市）の塩を運んだと伝えられる。

### 中世
塩竃は中世以降も多賀城の国府の港として鹽竈神社と港湾を中心に栄えが、鎌倉時代には現在の仙台市の七北田川と奥大道(現在の利府街道付近)が交差する交通の要衝,仙台市岩切地区が東北地方最大の商業地帯となった。
戦国時代（室町時代後期）には塩竈は留守氏の勢力圏にあり、留守氏が鹽竈神社の神人組織を自らの家臣団にした。伊達氏から留守氏へ養子に入った留守政景の代になって、留守氏は実質的に伊達氏の領国の中に取り込まれた。天正18年（1590年）に伊達政宗が豊臣秀吉に服属したとき、留守氏も政宗を通じて間接的に服したはずだったが、秀吉は政景を自分に帰参しない独立大名とみなして取り潰した。政宗が政景に磐井郡黄海に2万石を割いて家臣にしたとき、留守氏の家臣はこれに従って移り住んだ。

### 近世
慶長5年（1600年）12月24日（1601年1月28日）に政宗が仙台城の築城を開始して、後まで続く仙台藩領の形が定まった。これ以降1871年の廃藩置県まで、現在の塩竈市域を含む宮城郡は仙台藩の一部となった。 
江戸時代、歴代の仙台藩主は鹽竈神社を厚く保護した。そのため、鹽竈神社は大いに栄えた。 また、塩竈は仙台市の外港として発展した。しかし、塩竈から仙台まで舟入堀と舟曳堀が引かれて物資が塩釜を素通りするようになると、衰微しかけた。鹽竈神社を尊崇した伊達綱村は事態を憂えて、1685年に塩竈から課役を免除し、米以外の産物に塩竈への着岸を義務付けた。これによって町は活気を取り戻した。

### 近代
明治時代のはじめに塩竈は人口約3500人を数えた。1887年（明治20年）に、今の東北本線の前身にあたる日本鉄道は、埠頭と直結する塩竈駅（現在の塩釜駅とは別）まで線路を敷いた。このことで、宮城県、あるいは東北地方における陸海の物流の結節点となり、流通業が大きく発展した。そして、のちにカメイややまやなどの宮城県を代表する企業が生まれた。1889年（明治22年）4月1日、町村制施行に伴い宮城郡塩竈町が発足した。
1910年（明治43年）に塩釜港は第二種港湾に指定され、港湾設備の整備が進んでいった。それまで気仙沼や宮古、釜石といった三陸沿岸諸都市との間に就航していた定期船に加えて、1928年（昭和3年）には函館や釧路といった北海道航路の定期船も就航した。

### 近現代
昭和（戦前）

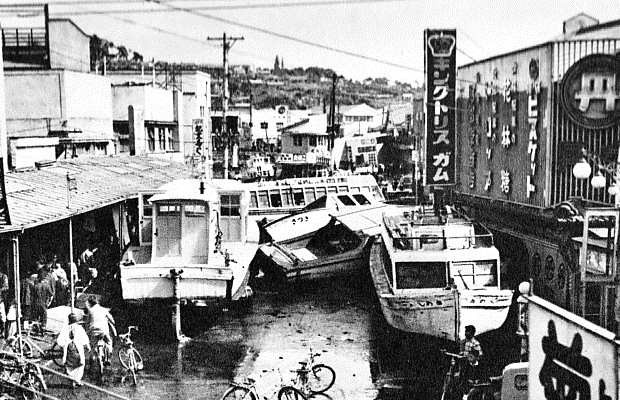
1960年（昭和35年）のチリ地震に伴う津波による被害の様子。

1938年（昭和13年）9月1日、多賀城村と七ヶ浜村の一部を編入した。太平洋戦争開戦直前の1941年（昭和16年）11月23日に市制施行し、塩竈は日本国内で187番目、宮城県内で3番目の市となった。市では記念事業として東京日日新聞（現在の毎日新聞東京本社）仙台支局と合同で市章と『塩竈市民歌』の歌詞を募集しており、市章は戦中の1942年（昭和17年）4月1日に制定された。
昭和（戦後）
終戦後の 1947年（昭和22年）8月6日、昭和天皇の戦後巡幸。漁市場などに行幸があった。1948年（昭和23年）海上保安庁の発足と共に、塩釜港に面して第二管区海上保安本部が設置された。商業港だった塩釜港は工業港と漁港の機能もあわせて整備されていくことになる。
1949年（昭和24年）12月1日に多賀城村牛生地区を、1950年（昭和25年）4月1日に浦戸村を編入した。1960年（昭和35年）チリ地震で生じた津波は約1日かけて日本に到達し三陸沿岸を中心に被害をもたらした。塩竈では波で持ち上げられた船が街中に打ち上げられるなどした。
1962年（昭和37年）に制定された新産業都市建設促進法に基いて、1964年（昭和39年）3月3日に本市を含む仙台湾地区が新産業都市に指定された。すると、同法23条に基いて塩竈市や仙台市を含む8市町村で「仙塩合併」議論がなされたが、不調に終わった。

### 現代
平成
1996年（平成8年）1月24日に宮城郡利府町と境界を変更した。
2011年（平成23年）3月11日、東北地方太平洋沖地震（東日本大震災）が発生し、これに伴う津波で沿岸部が浸水した。

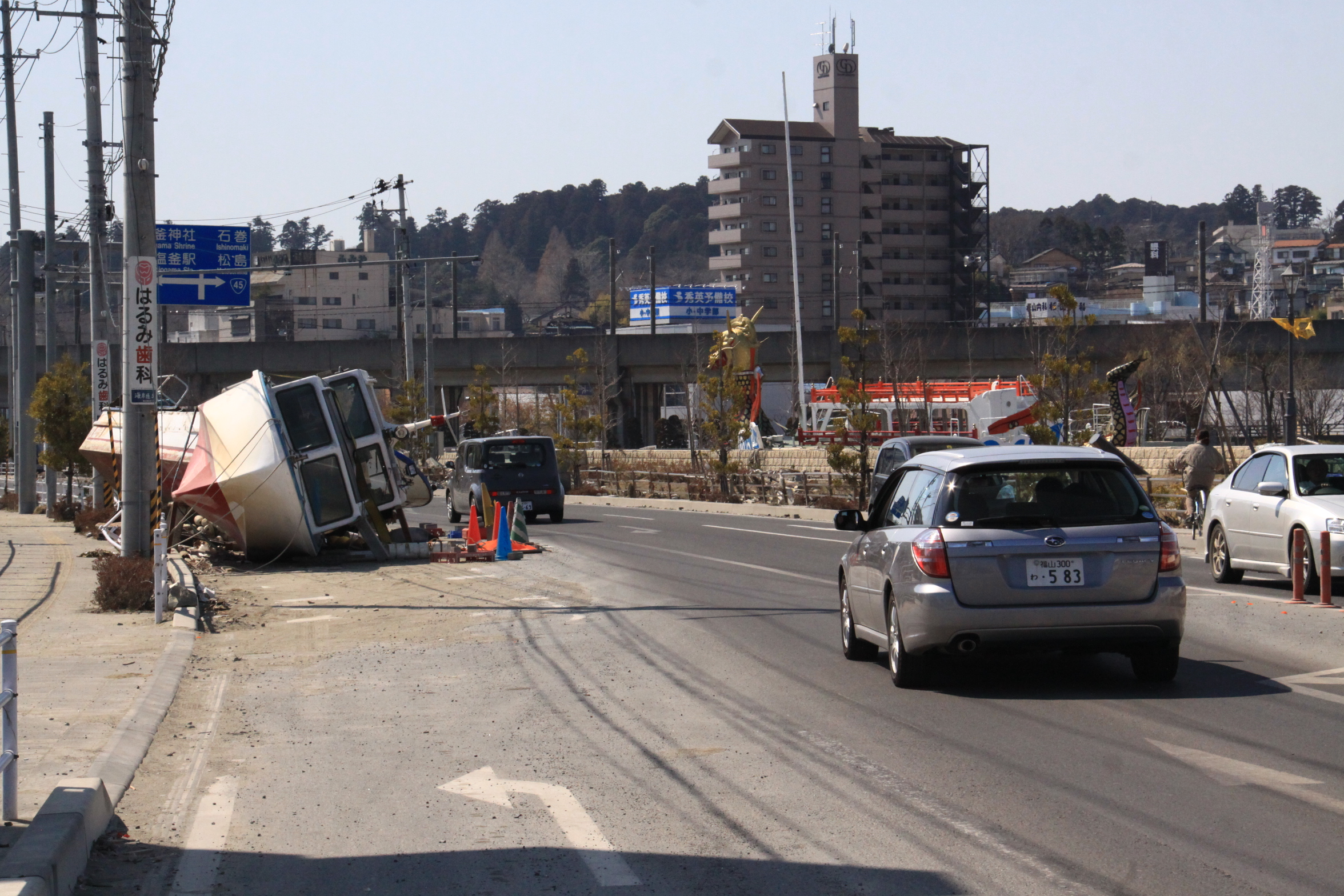
東北地方太平洋沖地震に伴う津波により道路に打ち揚げられた漁船
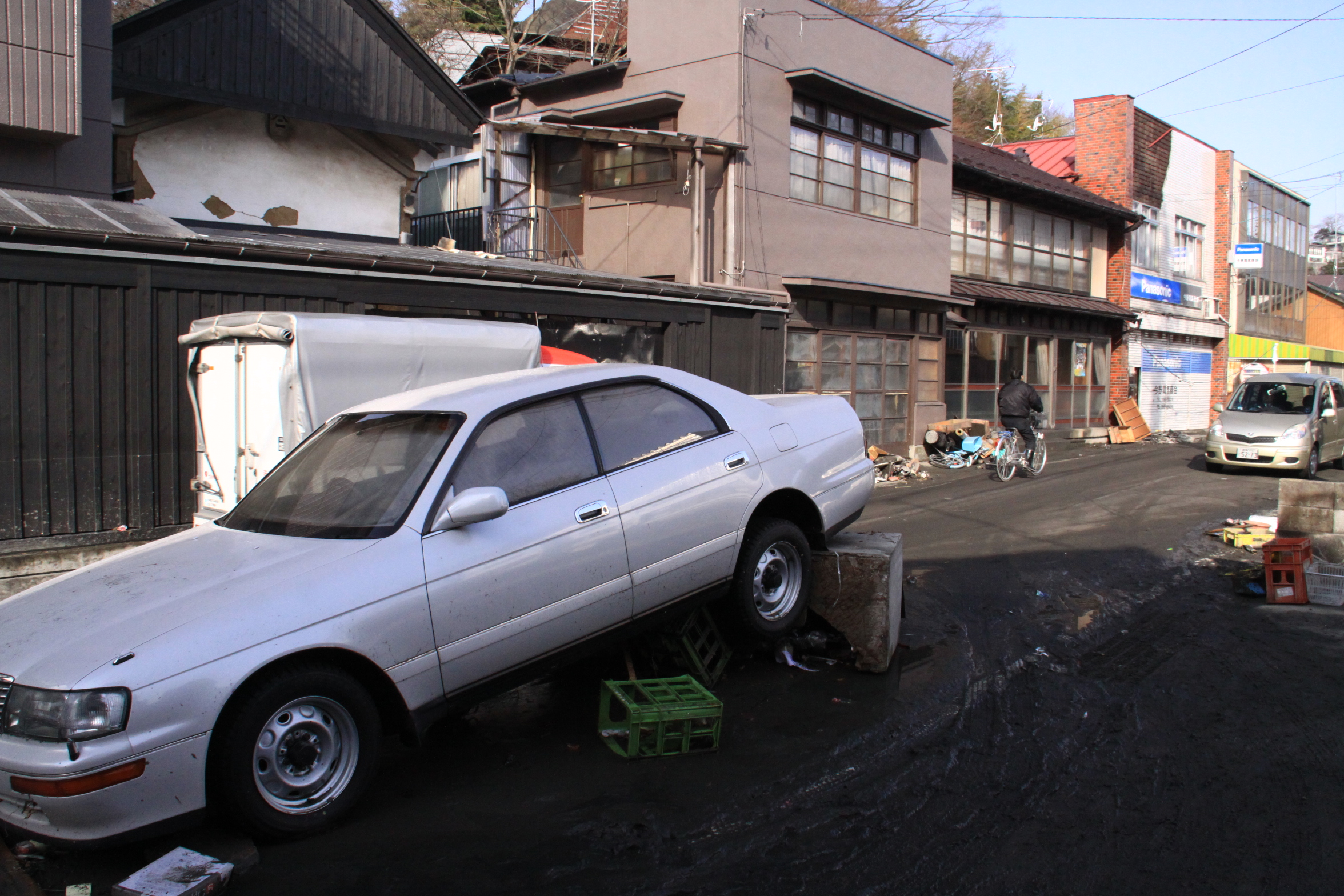
東北地方太平洋沖地震に伴う津波の被害にあった鹽竈神社付近
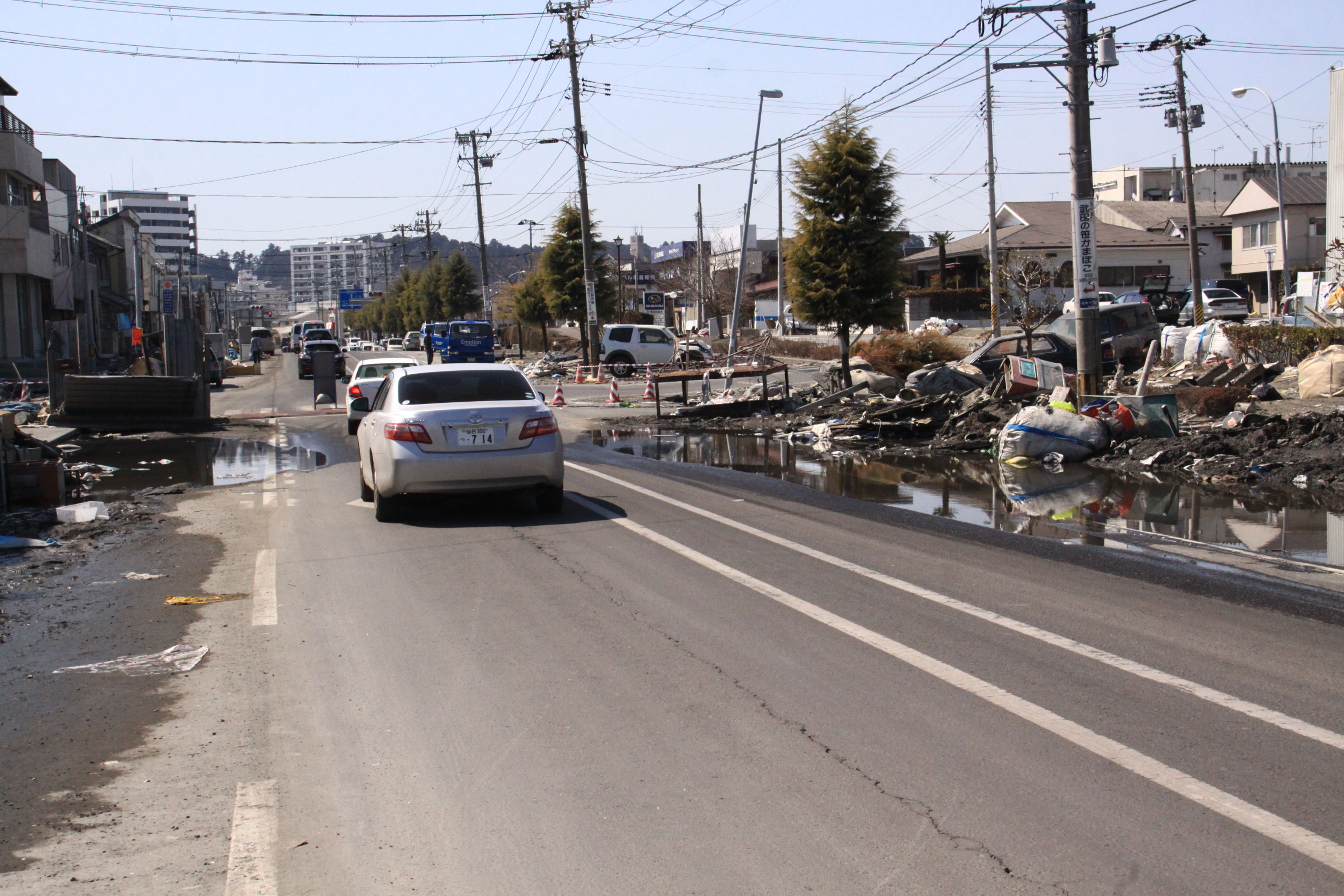
東北地方太平洋沖地震に伴う地盤沈下により満潮時に冠水してしまう市内の道路

## 政治

### 行政

#### 市長
- 市長：佐藤光樹（2019年9月11日就任、2期目[13]）

歴代町長
| 代 | 氏名         | 就任                       | 退任                       | 備考 |
| -- | ------------ | -------------------------- | -------------------------- | ---- |
| 1  | 菊地雄治     | 1889年（明治22年）4月22日  | 1890年（明治23年）2月28日  |      |
| 2  | 水間豊稲     | 1901年（明治34年）10月22日 | 1911年（明治44年）5月13日  |      |
| 3  | 根本四郎平   | 1911年（明治44年）6月29日  | 1918年（大正7年）2月12日   |      |
| 4  | 菊池忠吉     | 1918年（大正7年）3月27日   | 1922年（大正11年）10月8日  |      |
| 5  | 佐藤静治     | 1923年（大正12年）7月21日  | 1925年（大正14年）6月16日  |      |
| 6  | 今村治三郎   | 1925年（大正14年）11月21日 | 1936年（昭和11年）2月7日   |      |
| 7  | 佐浦重治郎   | 1936年（昭和11年）8月1日   | 1940年（昭和15年）7月31日  |      |
| 8  | 今村治三郎   | 1940年（昭和15年）8月1日   | 1941年（昭和16年）1月16日  | 再任 |
| 9  | 東海林祐五郎 | 1941年（昭和16年）5月20日  | 1941年（昭和16年）11月22日 |      |

歴代市長
| 代 | 氏名       | 就任                      | 退任                      | 備考 |
| -- | ---------- | ------------------------- | ------------------------- | ---- |
| 1  | 守屋栄夫   | 1942年（昭和17年）3月3日  | 1946年（昭和21年）5月1日  |      |
| 2  | 桜井辰治   | 1946年（昭和21年）6月18日 | 1967年（昭和42年）4月30日 |      |
| 3  | 川瀬基治郎 | 1967年（昭和42年）5月1日  | 1983年（昭和58年）4月30日 |      |
| 4  | 内海勇三   | 1983年（昭和58年）5月1日  | 1991年（平成3年）4月30日  |      |
| 5  | 三升正直   | 1991年（平成3年）5月1日   | 2003年（平成15年）4月30日 |      |
| 6  | 佐藤昭     | 2003年（平成15年）5月1日  | 2019年（令和元年）9月10日 |      |
| 7  | 佐藤光樹   | 2019年（令和元年）9月11日 | 現職                      |      |

### 不祥事
2014年11月、塩竈市役所が複数の生活保護受給者に対し子どもの養育先を指示したり、家庭環境を無視した指示をするなど不適切な対応を行ったことに対して宮城県より改善指導が為された。

## 国家機関

### 法務省
- 仙台法務局塩竈支局

### 財務省
- 横浜税関仙台塩釜税関支署塩釜事務所

国税庁
- 仙台国税局塩釜税務署

### 厚生労働省
- 宮城労働局塩釜公共職業安定所
- 仙台検疫所

### 農林水産省
- 横浜植物防疫所塩釜支所

### 国土交通省
海上保安庁
- 第二管区海上保安本部、宮城海上保安部、第二管区情報通信管理センター

## 施設

### 警察
本部
- 宮城県警察 塩釜警察署

交番
- 塩釜駅前交番

### 消防
本部
- 塩釜地区消防事務組合

消防署
- 塩釜消防署（塩竈市尾島町17番22号）

### 医療
救急指定病院
- 赤石病院
- 坂総合病院 (災害拠点病院)
- 塩竈市立病院

### 郵便局
主な郵便局
- 塩釜郵便局（集配局・ゆうゆう窓口設置局）
- 浦戸郵便局（集配局）

- 塩釜新浜町郵便局
- 塩釜駅前郵便局[注釈 1]
- 塩釜北浜町郵便局

- 塩釜藤倉郵便局
- 塩釜花立郵便局

- 塩釜佐浦町郵便局
- 塩釜東玉川郵便局[注釈 1]

- 塩釜西町郵便局
- 塩釜長沢郵便局

### 文化施設

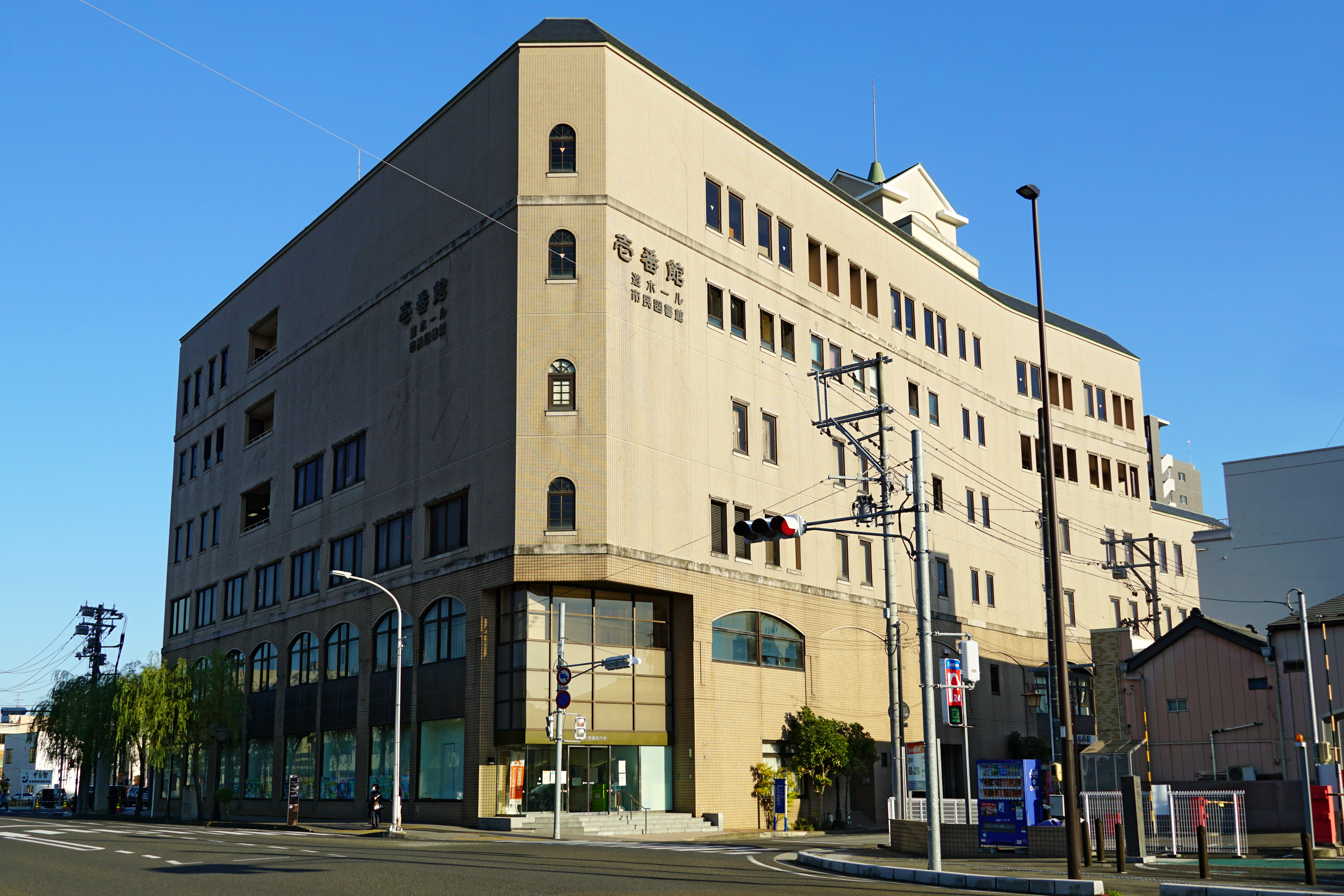
壱番館

- 壱番館
  - 塩竈市市民文化交流センター
  - 塩竈市立図書館
- 海のまち美術館
- 菅野美術館
- 塩竈市杉村惇美術館

## 対外関係

### 姉妹都市・提携都市

#### 国内
塩竈市は全国門前町サミットに参加している。全国門前町サミットは全国の神社仏閣を中心に発展してきた門前町・鳥居前町を有する自治体、観光協会、商業関係者などが集まり地域活性、街作り推進のため開催する会議である。

## 経済

### 第一次産産業
水産業が盛んで、生マグロの水揚げ、蒲鉾など魚肉練り製品の生産は日本一である。また、1平方キロメートルあたりの寿司屋店舗数、人口あたりの寿司屋店舗数も日本一多い。

#### 水産業
- 生マグロ
- 蒲鉾

市場
- 塩釜水産物仲卸市場 - 東北地方最大の水産物卸売市場

### 第三次産業

#### 商業
経済状況は厳しく、市のアーケード街ではシャッターを閉めて閉鎖した店舗が目立つ（シャッター商店街）。

#### 観光業
観光による経済発展の為に設けられた旅客船ターミナル「マリンゲート塩釜」も、テナントが次々と撤退し赤字経営が続いている。狭い可住地に密集して人が住んでいるため、ロードサイド店出店に適した土地がない。そのため、減反政策で土地に余裕があった利府町や多賀城市にロードサイド店が多く進出するようになり、仙塩地区の商業の中心としての地位が奪われ、塩竈市中心部のみならず郊外部の商業も低迷している。
一方、2007年（平成19年）には本塩釜駅周辺の環境が一斉に整備され、同年5月、旧国鉄貨物ヤード跡地に「マックスバリュ」を核としたイオンタウン塩釜ショッピングセンターがオープンした（同年2月に閉店したジャスコ塩釜店の事実上の後継店。）。また、食品スーパーのヤマザワが2010年（平成22年）4月3日に中の島地区に出店している。

## 情報通信・生活基盤

### マスメディア

#### 放送局
テレビ放送
- 宮城ケーブルテレビ（CATV局）

ラジオ放送
- BAY WAVE（コミュニティFM局）

### ライフライン

#### 電力
東北電力

#### 上下水道
- 宮城県企業局

#### 電信
- NTT東日本

市外局番
塩竈市で利用されている市内局番は次のとおり。
- 塩釜収容局…361-1,3～9、362～367、762
- 浦戸収容局…361-2、369-2
- ひかり電話…仙台市と同一

## 教育

### 高等学校
県立
- 宮城県塩釜高等学校

### 中学校
市立
- 塩竈市立第三中学校（所在地は多賀城市）
- 塩竈市立第一中学校
- 塩竈市立第二中学校
- 塩竈市立玉川中学校
- 塩竈市立浦戸小中学校（小中一貫校）

### 小学校

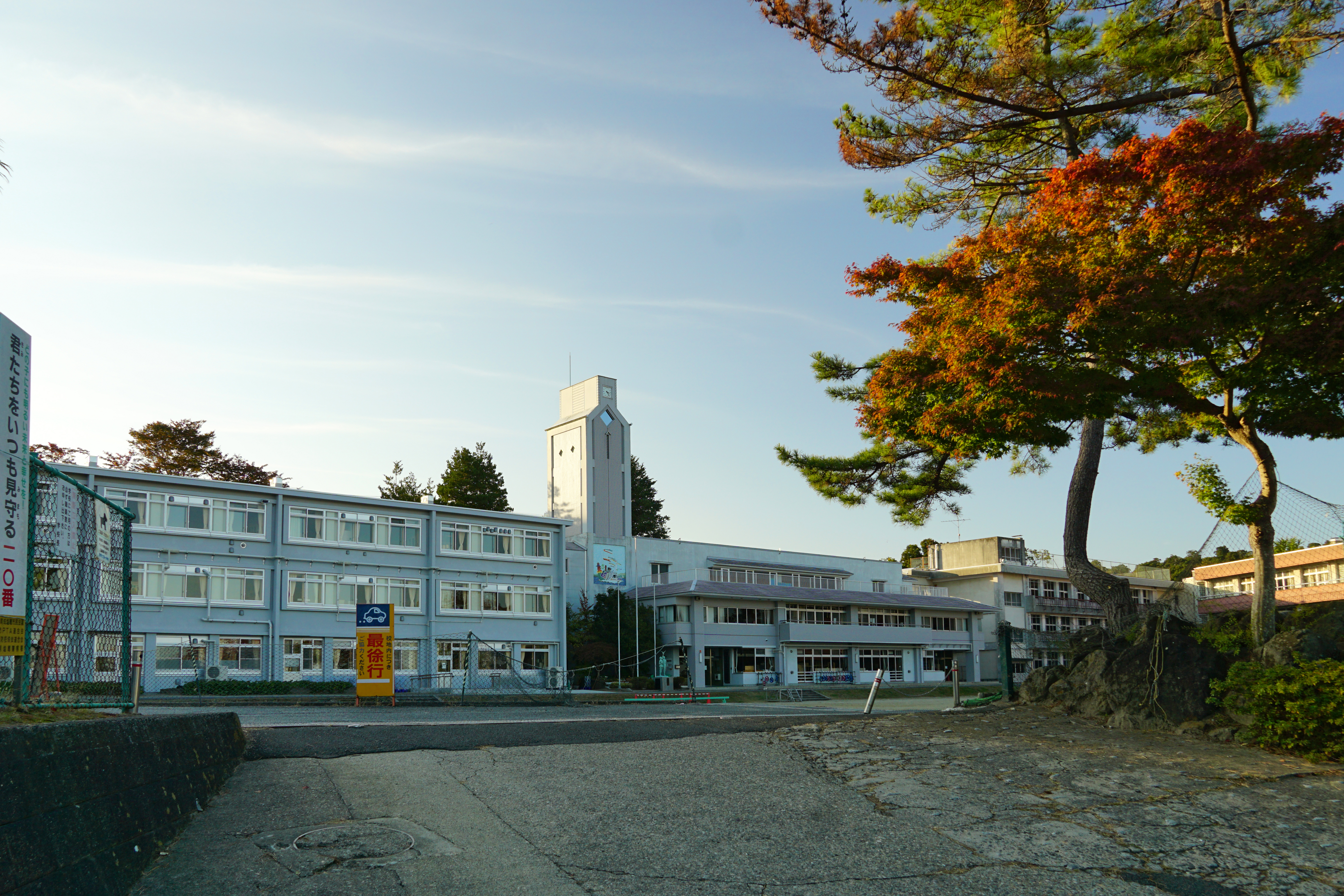
塩竈市立第一小学校

市立
- 塩竈市立第一小学校
- 塩竈市立第二小学校
- 塩竈市立第三小学校
- 塩竈市立月見ヶ丘小学校
- 塩竈市立杉の入小学校
- 塩竈市立玉川小学校
- 塩竈市立浦戸小中学校（小中一貫校）

## 交通

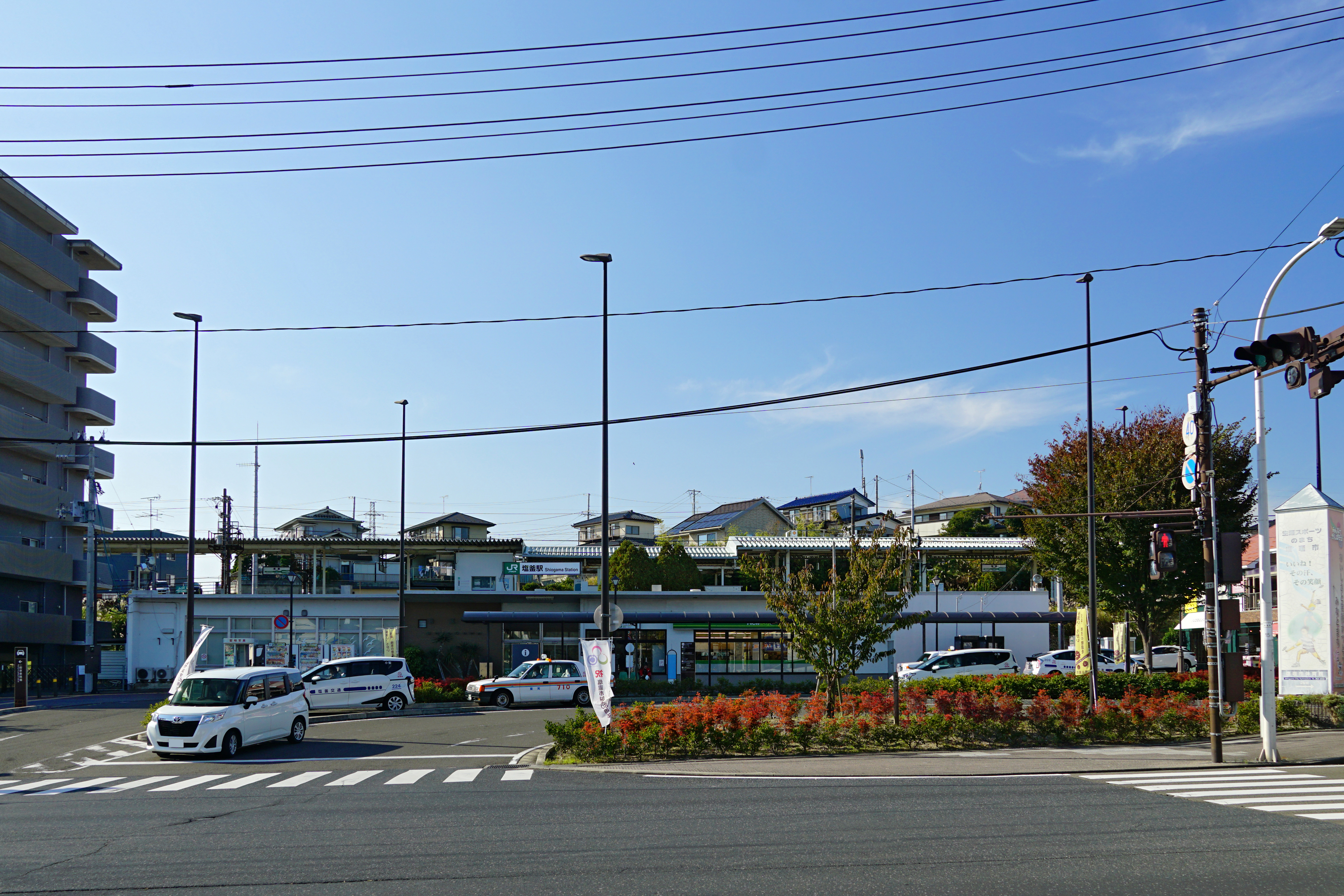
塩釜駅

本塩釜駅

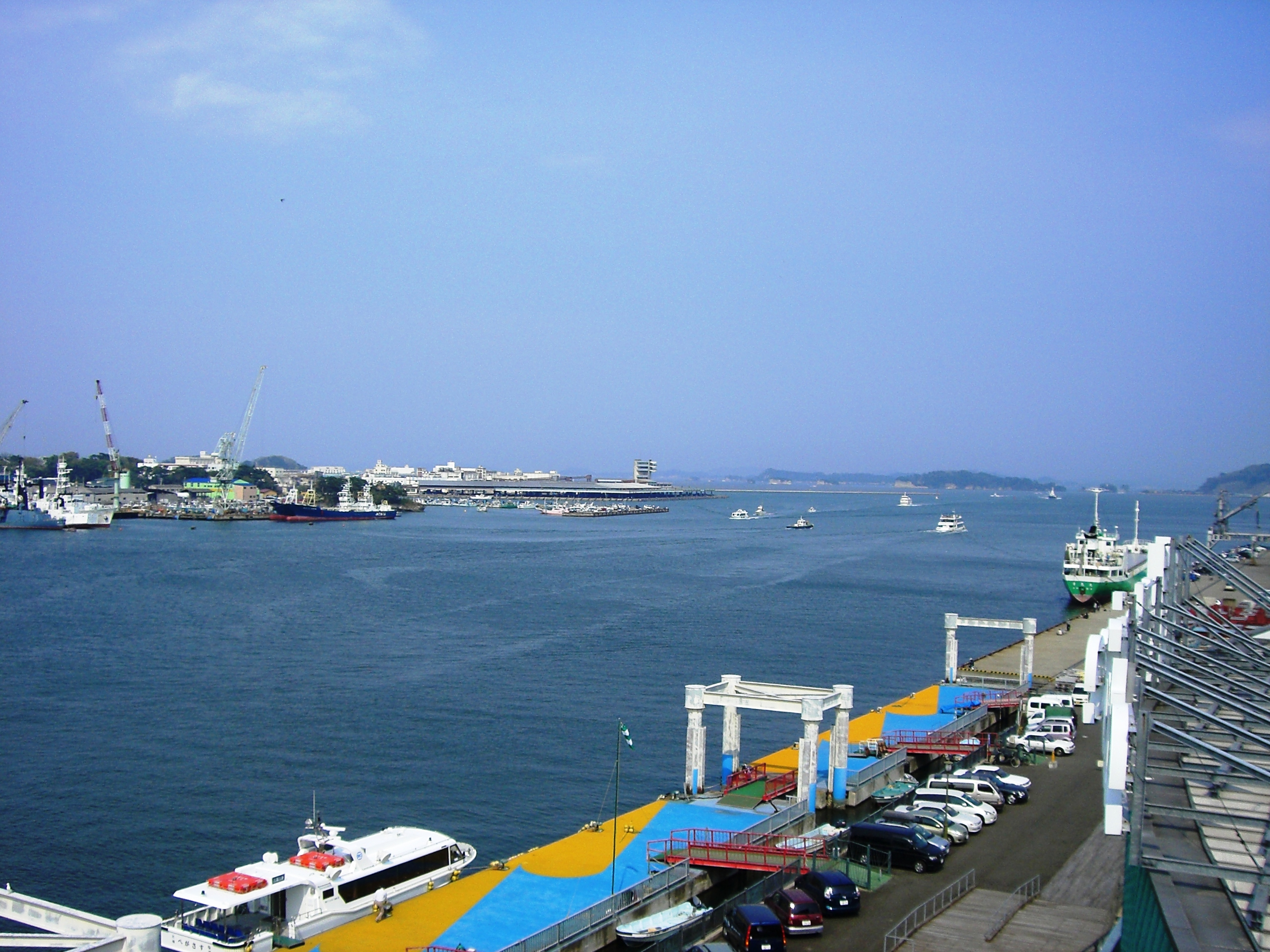
マリンゲート塩釜の桟橋

### 鉄道
中心となる駅：塩釜駅
JTB時刻表では当市の中心駅は塩釜駅となっているが、旧来の市街地、市役所の最寄り駅は本塩釜駅である。1997年（平成9年）までは、塩釜線の塩釜港駅もあった。塩釜線は1956年に旅客扱いを廃止して貨物線となった。なお、下馬駅については、ホームが多賀城市と塩竈市に跨っているが、所在地は多賀城市となっている。

#### 鉄道路線
東日本旅客鉄道（JR東日本）
■東北本線・仙石東北ライン
- - 塩釜駅 -

■仙石線
- - 西塩釜駅 - 本塩釜駅 - 東塩釜駅 -

### バス

#### 路線バス
- ミヤコーバス（塩釜営業所）
- しおナビ100円バス
- NEWしおナビ100円バス
- 七ヶ浜町民バス「ぐるりんこ」
- 大郷町住民バス（塩釜駅 - 利府町 - 大郷町）
- 利府町民バス（東部路線一部）

### 道路

#### 国道
- 国道45号

#### 県道
主要地方道
- 宮城県道3号塩釜吉岡線
- 宮城県道10号塩釜亘理線
- 宮城県道11号塩釜港線
- 宮城県道23号仙台塩釜線
- 宮城県道35号泉塩釜線
- 宮城県道58号塩釜七ヶ浜多賀城線

### 航路

#### 港湾
- 塩釜港

#### 船舶
- 塩竈市営汽船
  - 塩竈港 - 浦戸諸島[16]

## 観光

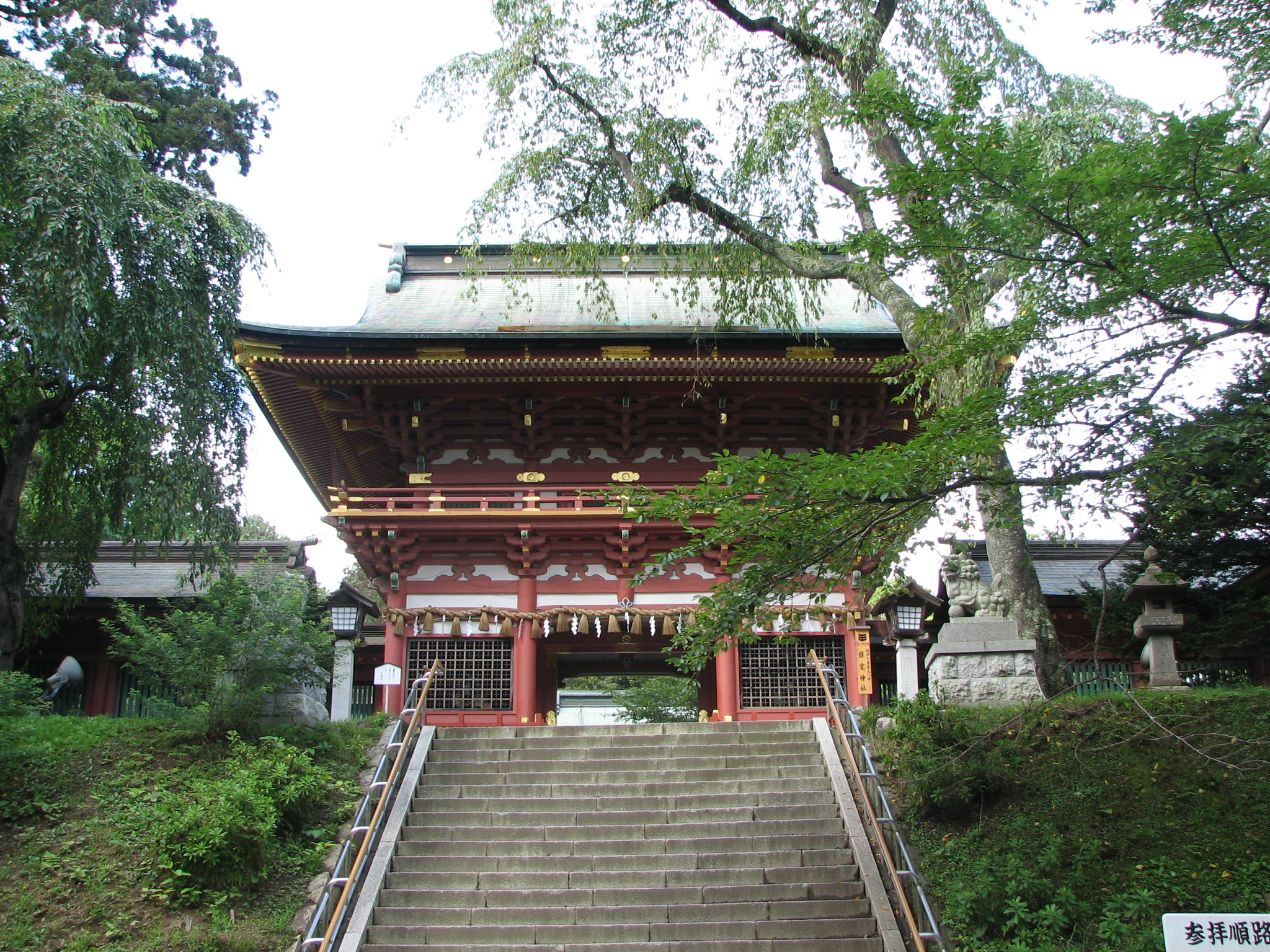
鹽竈神社

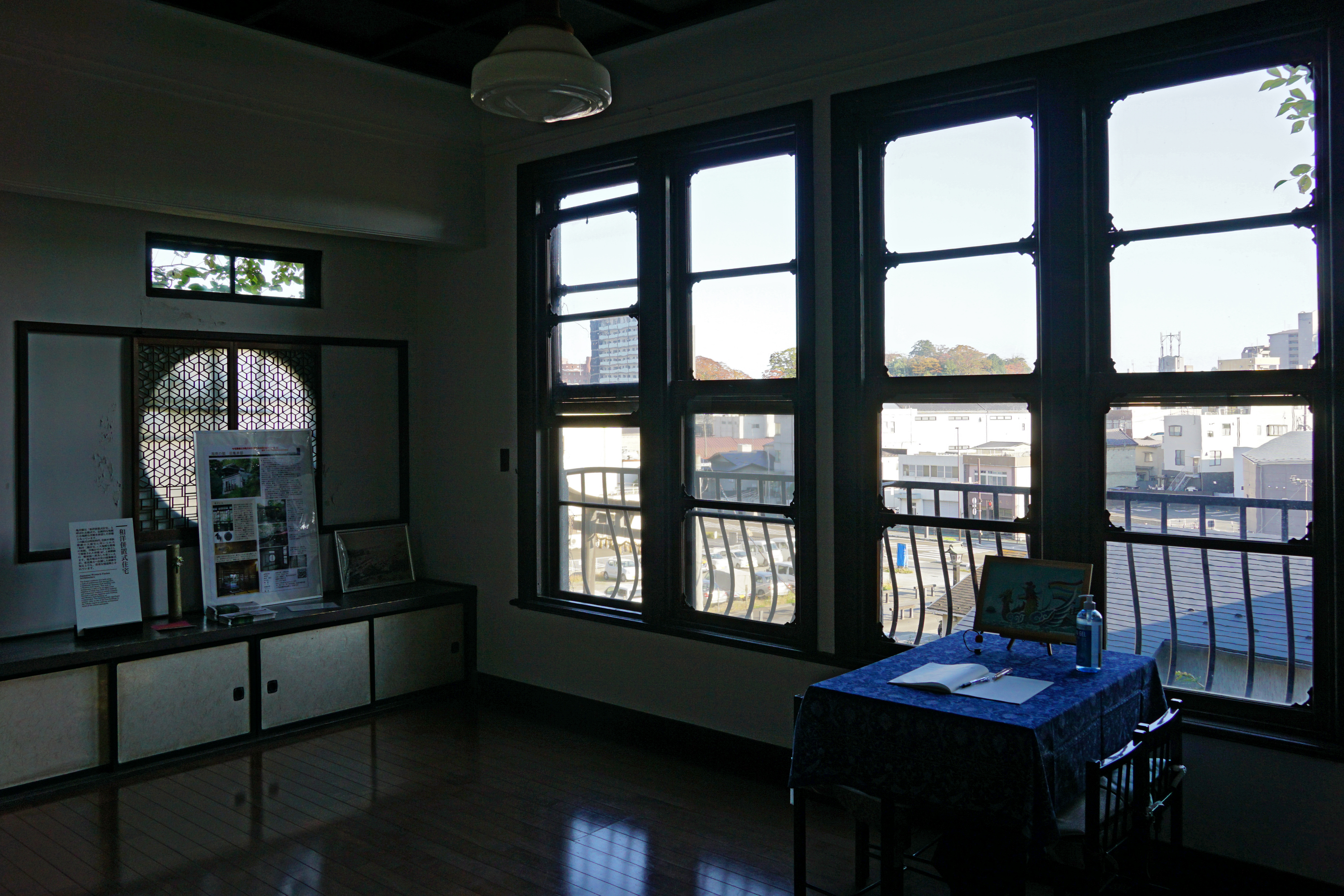
旧亀井邸

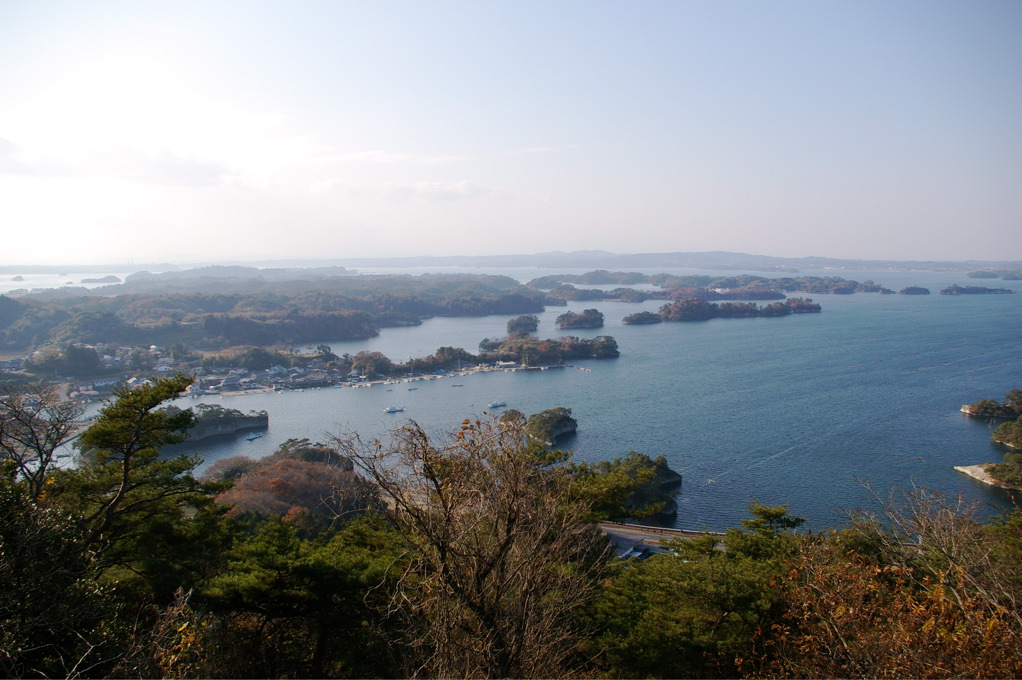
松島湾に浮かぶ浦戸諸島。

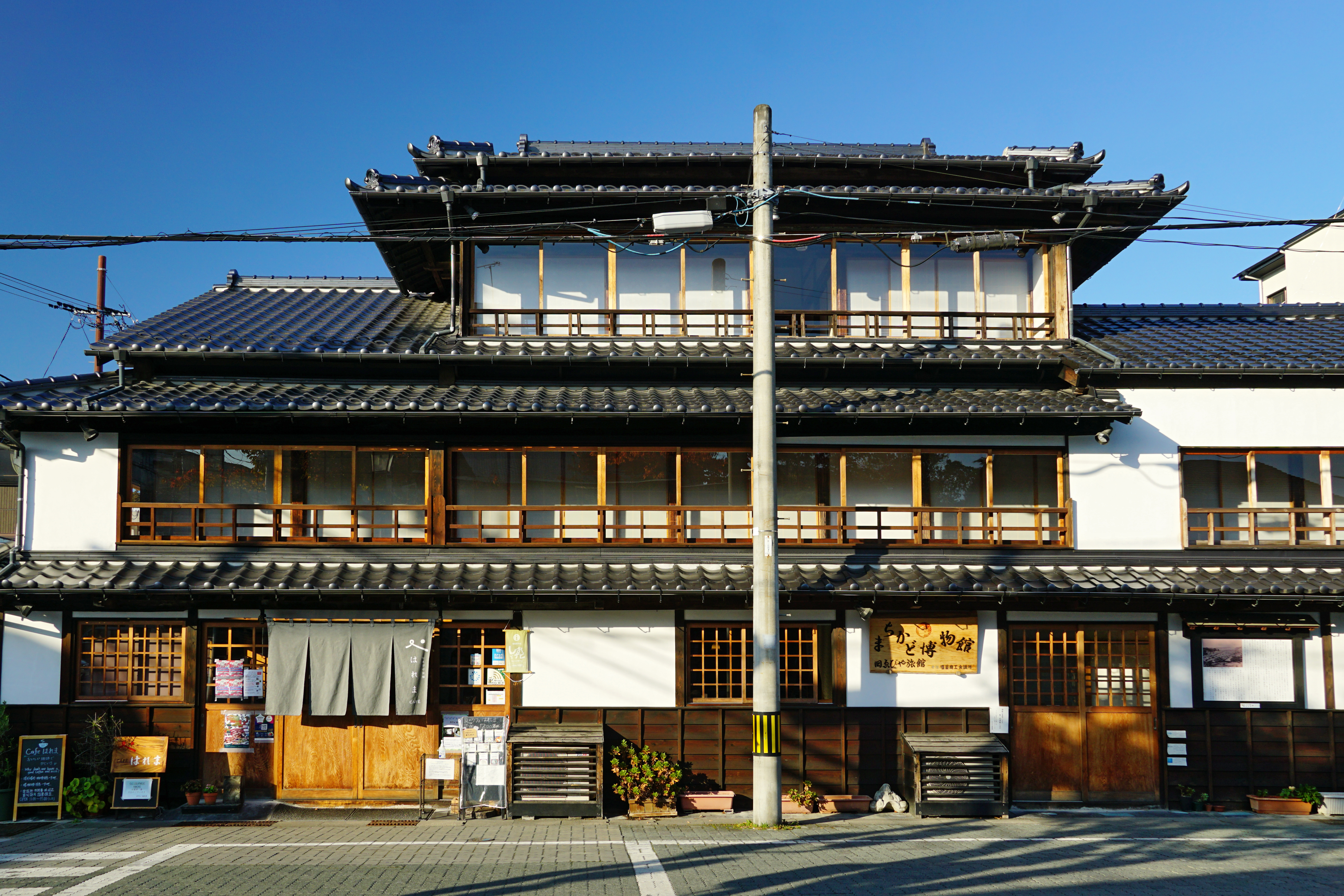
塩釜まちかど博物館

### 名所・旧跡
主な城郭
主な神社
- 御釜神社
- 香津神社
- 籬神社
- 鹽竈神社（志波彦神社）- 陸奥国一宮、名神大社

主な寺院
- 塩竈神宮寺
- 法蓮寺

主な史跡
- 旧亀井邸 - 1924年にカメイ創業者の亀井文平が建てた屋敷

### 観光スポット
- 鹽竈神社博物館
- 融ヶ丘
- 浦戸諸島
- 塩釜漁港（特定第3種漁港）
- 塩釜仲卸市場
- 塩竈市水産資料室
- 塩釜曲水
- 野田の玉川（日本六玉川の1つ）
- 母子石
- 長井勝一漫画美術館 - 漫画家長井勝一の個人美術館
- タイムシップ塩竈歴史展示室
- 塩釜まちかど博物館
- 塩竈市杉村惇美術館 - 洋画家杉村惇の個人美術館
- マリンゲート塩釜
- 菅野美術館

## 文化・名物

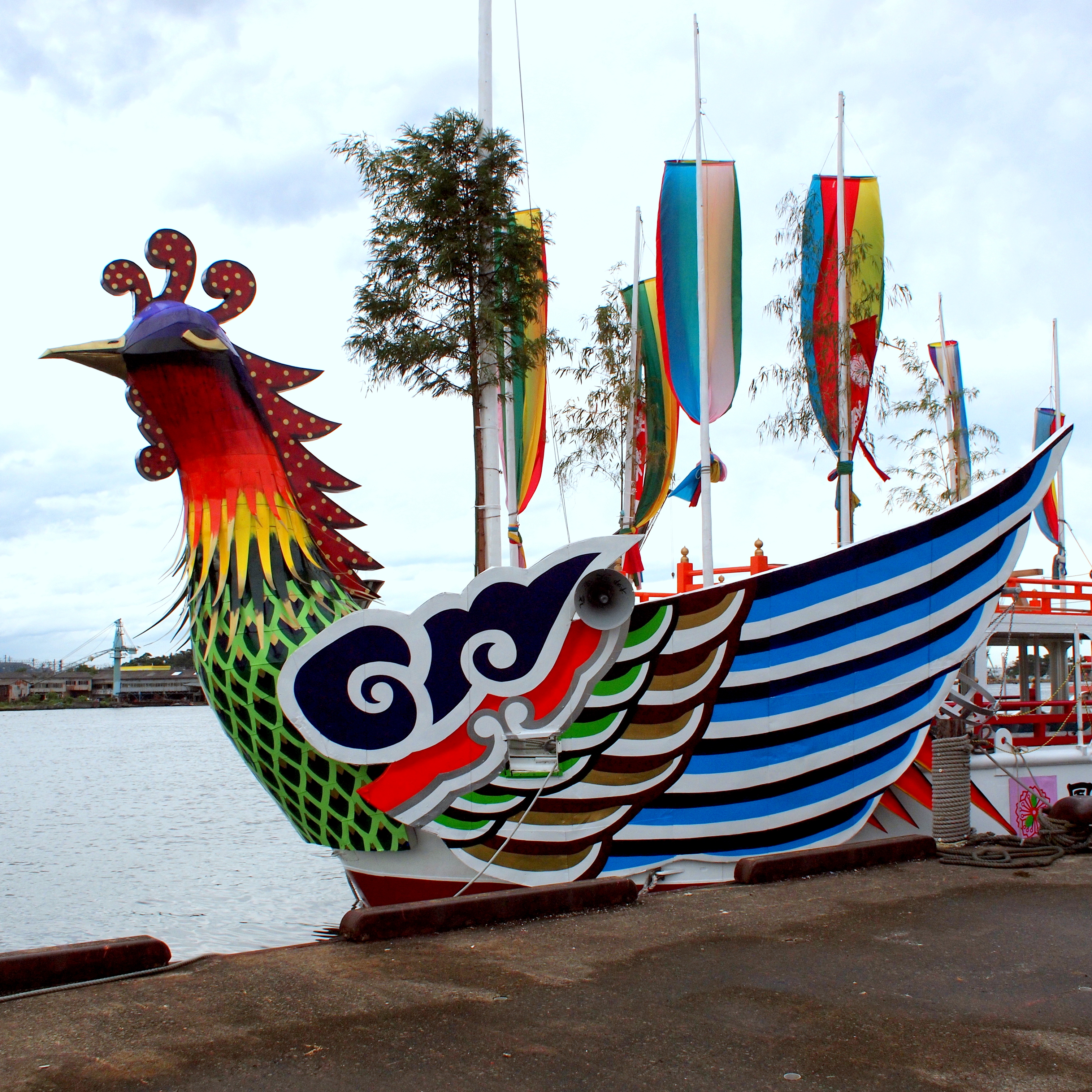
塩竈みなと祭で使われる御座船の鳳凰丸

### 祭事・催事
- 鹽竈神社帆手まつり
- 塩釜市民まつり
- 塩竈みなと祭（日本三大船祭りの一つとされている）

### 名産・特産
- マグロ（日本一の水揚げ高）
- 笹かまぼこ、板かまぼこ、ちくわ、はんぺん、さつまあげ、五目揚げ、などの魚肉ねり製品（日本一の生産量）
- お菓子（志ほがま、生どら、等）
- 日本酒（浦霞、於茂多加 男山、等）

### スポーツ

#### サッカー
- 塩釜NTFCヴィーゼ - 東北社会人サッカーリーグ1部に所属。Jリーグ加盟を目指すクラブの1つである。

## 出身関連著名人

### 出身著名人
- 中野正志 - 政治家
- 坂井道郎 - マルハニチロ取締役会長
- 菊地健次郎 - 多賀城市長
- 行場次朗 - 東北大学名誉教授、日本認知心理学会理事長
- 丸山正雄 - MAAPA代表取締役会長、アニメプロデューサー
- 松田公太 - タリーズコーヒージャパン創業者、元参議院議員
- 守屋武昌 - 元防衛事務次官
- 大友康平 - ミュージシャン（HOUND DOG）
- 菊池俊夫 - 元プロ野球選手
- 木村謙吾 - 元プロ野球選手
- 佐々木勇人 - 元プロサッカー選手
- 佐藤正 - 漫画家
- 島﨑信長[17] - 声優
- 須藤賢一 - キーボーディスト
- 高橋瞳 - 歌手
- 津太夫 - 日本で初めての世界一周をした船乗り
- 中原誠 - 将棋棋士（十六世名人）
- 長井勝一 - 漫画雑誌『ガロ』初代編集長
- 西脇久夫 - 歌手（ボニージャックス）
- 畑中みゆき - モーグル五輪代表
- 馬場皐輔 - プロ野球選手（阪神タイガース）
- 藤公之介 - 作詞家
- 平間至 -  写真家
- 平間智和 - サッカー選手
- 藤本信行 - 脚本家
- 山寺宏一[18] - 声優、俳優、タレント
- YUKA - 歌手
- 横瀬いつか - キックボクサー
- 若合春侑 - 作家
- 相澤理子 - パイロット
- 登堂結斗 - OSK日本歌劇団の男役スター
- 神南里奈 - 女優、ラジオパーソナリティ
- 鈴木紀進 - 俳優

### ゆかりの人物
- 源融
- 杉村惇